# Улица 5-й Армии (Иркутск)
 Улица 5-й А́рмии (ранее — Тро́ицкая) — улица в Правобережном округе города Иркутска. Проходит параллельно реке Ангаре, между бульваром Гагарина и улицей Марата. Начинается от Глазковского моста, заканчиваясь на пересечении с улицей Карла Маркса. Нумерация домов ведется от Глазковского моста.

## История улицы и происхождение названия
В первые годы существования Иркутска местность, на которой теперь лежит улица, была заболоченной. Недалеко от нынешнего старого моста в Ангару впадала речка Грязнуха. В начале XVIII века на возвышенном участке на деньги иркутского дворянина строится небольшая деревянная церковь, получившая название Троицкая. Строительство каменного храма продолжалось с конца 50-х гг. XVIII века по 1778 год. В честь храма улица и получила своё название. На карте 1768 года наименование Троицкая уже упоминается. Улица была важной транспортной магистралью — по ней в город обычно въезжали, минуя понтонный мост через Ангару. Современное название улица получила в честь 5-й Красной Армии, установившей советскую власть в городе Иркутске в мае 1920 года. После строительства деревянного стадиона Авангард в 1921 году, на месте которого позднее был построен каменный стадион «Труд», улица была разделена. Меньшая часть в 30-х годах получила название Клинического переулка, который в 1985 году в честь 40-летия победы был переименован в переулок Сударева.
В 2009 году на улице 5-й Армии появились аншлаги с её историческим названием.

## Примечательные здания и сооружения
- № 2 — особняк П. И. Гернандта (70-е годы XIX века). Сейчас в здании располагаются центр и служба по сохранению объектов историко-культурного наследия по Иркутской области[2].
- № 8 — Свято-Троицкий храм (1778). Построен в стиле сибирского барокко, на месте ранее существовавшей деревянной церкви[3]. В годы советской власти в здании располагался планетарий. В 1990-х годах церковь возвращена Иркутской епархии, и повторно освящена в 1998 году.
- № 29 — торговый центр «Галерея Планетарий».
- № 59 — Харлампиевская Михаило-Архангельская церковь (1777—1806). Заложена в 1777 году, на месте существовавшей с 1738 года деревянной церкви. Постепенно, в течение последующих 30 лет к церкви пристраивались новые приделы, возведена колокольня, достроен второй этаж. Известно, что в 1904 в Харлампиевской церкви венчался со своей женой А. В. Колчак. В 1931 году церковь была закрыта, в её здании размещено студенческое общежитие. Возвращена Иркутской епархии в 1998 году и находится на восстановлении[4].
- № 52 — библиотека Иркутского государственного университета.
- № 65 — особняк (начало XIX века). Первоначально в здании располагался военный госпиталь, затем Иркутские курсы командиров пехоты (пехотная школа). В нём учились многие военачальники, в том числе Герои Советского Союза (А. П. Белобородов, К. И. Провалов, К. Г. Черепанов), а в 1927—1931 годах учебным подразделением командовал Н. Э. Берзарин — первый комедант города Берлина в 1945 году[3].

## Отражение в искусстве
- Стихотворение «Улица Пятой Армии» иркутского поэта Моисея Рыбакова[5].